# Batomga
Batomga (en rus: Батомга) és un poble construït al voltant d'una estació meteorològica del krai de Khabàrovsk, a Rússia, que el 2012 tenia quatre habitants. Pertany al districte rural d'Aiano-Maiski.